# Шинкарь, Николай Ларионович
Никола́й Илларио́нович Шинка́рь (1890—1920) — офицер военного времени Русской императорской армии, в годы Гражданской войны — украинский военный и политический деятель; в 1917 году — эсер, в 1918—1920 — боротьбист.

## Биография
Из крестьян Ямпольского уезда Подольской губернии. Окончил Ямпольское городское училище.
На 1909—1911 годы — работал учителем в Браиловском 2-х классном начальном училище. Перед войной жил в Ямполе. Был женат, имел ребёнка.

### Первая мировая война
С началом Первой мировой войны, 15.08.1914, как ополченец 1-го разряда, призван из запаса армии на воинскую службу и определён в 7-й пехотный запа́сный батальон (г. Кишинёв).
В ноябре 1914 командирован на учёбу во 2-ю Киевскую школу подготовки прапорщиков пехоты (обучался в одно время с Е. И. Волохом). В январе 1915 произведен в младшие унтер-офицеры, 14 февраля 1915 — в прапорщики армейской пехоты.
23.02.1915 в составе маршевого батальона отправлен на фронт. Служил младшим офицером в 11-м Финляндском стрелковом полку 3-й Финляндской стрелковой дивизии 22-го армейского корпуса. Принимал участие в боевых действиях на Юго-Западном фронте (в Галиции). 19.05.1915 в бою под Стрыем был контужен и эвакуирован в Киев, затем в Могилёв-Днестровский, на излечение. 21.06.1915 возвратился в полк.
В августе 1916 года произведен из подпоручиков в поручики со старшинством с 08.10.1915; последний чин в императорской армии — штабс-капитан (со старшинством с 08.04.1916).
В 1916—1917 годах исполнял должность полкового адъютанта.
После Февральской революции принял активное участие в политической жизни страны. На Первом войсковом съезде в мае 1917 избран членом Всеукраинского совета военных депутатов. С июля 1917 — член Украинской Центральной Рады.

### Гражданская война
В конце 1917 года — сотник армии УНР.
С 12.11.1917 — начальник штаба Киевского военного округа, а после отставки подполковника В. А. Павленко, с 13.12.1917 — начальник Киевского военного округа.
В январе-феврале 1918 — командующий войсками УНР на противобольшевистском фронте, организатор обороны Киева от советских войск М. А. Муравьёва. 23 января приказом № 8 назначил С. В. Петлюру атаманом всех военизированных формирований Слободской Украины, поддерживающих Украинскую Народную Республику, и поставил ему задачу очистить Полтаву и Слобожанщину от красногвардейских отрядов.
В феврале 1918, после захвата Киева красногвардейскими отрядами, скрывался в районе города Золотоноша, контролируемом в то время формированиями Вольного казачества под командованием Ю. О. Тютюнника, члена Украинской Центральной Рады.
22 апреля 1918 назначен губернским комендантом Киевщини (помощник — атаман Андриенко).
После перехода власти к генералу Скоропадскому был уволен из армии, ушёл на нелегальное положение и начал борьбу с гетманским режимом и австро— германскими оккупантами. Скрывался в Одессе, затем возглавил 15-тысячный повстанческий отряд на Звенигородщине.
30.11.1918 захватил Полтаву, где разогнал гетманскую гражданскую и военную администрацию. При этом погибло около 100 офицеров украинской гетманской армии, в том числе — командующий 6-м Полтавским корпусом генерал Александр Слесаренко. Через несколько дней организованный в Полтаве большевистско-левоэсеровский Революционный комитет был разогнан 2-м Запорожским полком войска Директории. Шинкарь был арестован Дьяченко, однако избежал казни, бежав.
Спасшись от расстрела, возглавил на Полтавщине восстание против Директории УНР и перешёл на сторону Правительства Украинской ССР и Украинской советской армии. Был одним из активных деятелей Украинской коммунистической партии (боротьбистов).
С конца 1919 был «красным» комендантом Умани. В составе 60-й стрелковой дивизии РККА принимал участие в боях против частей Действующей армии УНР — участников Первого зимнего похода.
Погиб в бою (зарублен казаками 2-го конного полка имени Ивана Мазепы Действующей армии УНР) близ ст. Богдановка, около Умани.

## Награды
- Орден Святой Анны IV степени с надписью «За храбрость» (утв. ВП от 22.05.1916[7])
- Орден Святого Станислава III степени с мечами и бантом (утв. ВП от 01.06.1916[8])
- Орден Святого Станислава II степени с мечами (утв. ПВП ПВП от 19.06.1917[9])
- Орден Святого Владимира IV степени (1917[10])?